# 2012
 Тази статия е за годината.  За филма от 2009 година вижте 2012 (филм).  
2012 (MMXII) година е високосна година, започваща в неделя според Григорианския календар.
Обявена е от Общото събрание на ООН за:
- Международна година на сътрудничеството.[1]
- Международна година на устойчивата енергия за всички.[2]
- Година на Алън Тюринг по повод 100 години от рождението му.[3]

Съответства на:
- 1461 година по Арменския календар
- 6762 година по Асирийския календар
- 2962 година по Берберския календар
- 1374 година по Бирманския календар
- 2556 година по Будисткия календар
- 5772 – 5773 година по Еврейския календар
- 2004 – 2005 година по Етиопския календар
- 1390 – 1391 година по Иранския календар
- 1433 – 1434 година по Ислямския календар
- 4708 – 4709 година по Китайския календар
- 1728 – 1729 година по Коптския календар
- 4345 година по Корейския календар
- 2765 години от основаването на Рим
- 2555 година по Тайландския слънчев календар
- 101 година по Чучхе календара

## Събития

### Януари
- 1 януари
  - Русия, Беларус и Казахстан създават Единно икономическо пространство.
  - В Русия милицията официално е заменена от полиция.
  - Дания поема председателството на ЕС.
  - Ирландия поема председателството на Организацията за сигурност и сътрудничество в Европа.
- 13 – 22 януари – Провеждат се Първите зимни младежки олимпийски игри в Инсбрук, Австрия.
- 15 януари – Провеждат се:
  - Парламентарни избори в Казахстан
  - Президентски избори в Молдова
  - 69-и награди Златен глобус
- 22 януари – Провеждат се президентски избори във Финландия.

### Февруари
- 5 февруари – Държавният секретар на САЩ Хилъри Клинтън посещава България.
- 6 февруари – Наводнение в село Бисер загиналите са 8, а двама се издирват.
- 8 февруари – Ден на национален траур в България в памет на загиналите при наводнението в село Бисер.
- 12 февруари – Провеждат се президентски избори в Туркменистан.
- 21 февруари – Провеждат се президентски избори в Йемен.
- 26 февруари – Състои се 84-та церемония по раздаване на Наградите Оскар за 2012 г..

### Март
- 2 март – Състои се премиерата на американски анимационен филм Лоракс.
- 4 март
  - Провеждат се избори за президент в Русия.
  - Взривовете в склад за боеприпаси в Бразавил – столицата на Република Конго.
- 11 март – Протестно шествие под наслов „Безопасни улици“ в България.
- 15 март – Протест срещу прокуратурата в България.
- 16 март – Състои се премиерата на български игрален филм Чужденецът.
- 18 март – 25 ноември – Проведе се Световният шампионат на Формула 1 за 2012 г..
- 23 март – Състои се премиерата на американски филм Огледалце, огледалце.
- 30 март – Състои се премиерата на американски анимационен филм Пиратите! Банда неудачници.

### Април
- 1 април – Тридесет и втората церемония по връчване на наградите „Златна малинка“.
- 11 април – Състои се премиерата на американския филм Отмъстителите.
- 20 април – Самолетът при полет 213 на „Бходжа Еър“ се разбива близо до Равалпинди, Пакистан и убива всички 127 души на борда.
- 22 април – Основано е Гражданското обединение за реална демокрация.

### Май
- 9 май – Руски пътнически самолет „Сухой Суперджет 100“ се разбива след излитане от в Джакарта, Индонезия и убива всички 45 души на борда.
- 12 май – 12 август – Проведе се Световното изложение ЕКСПО 2012 в Йосу, Южна Корея.
- 17 май – Състои се премиерата на френско—белгийска драма De rouille et d'os.
- 18 май – Състои се премиерата на американска романтична комедия Очаквай неочакваното.
- 19 май – Състои се премиерата на американския филм Радио Бунтар.
- 20 май – 29 май – Земетресение в Емилия-Романя.
- 22 – 26 май – Проведе се песенният конкурс „Евровизия 2012“ в Баку, Азербайджан.
- 22 май – Мощно земетресение с магнитуд 5.8 по рихтер в Перник.
- 24 май – Състои се премиерата на американския криминален трилър The Paperboy.
- 31 май – Официално е открито Радио Бургас.

### Юни
- 3 юни – Самолетът при полет 0992 на „Дана Еър“, се разбива в жилищен квартал в Лагос, Нигерия, убивайки всички на борда и шестима души на земята.
- 8 – 1 юли – Проведе се европейското първенство по футбол в Полша и Украйна.
- 8 юни – Състои се премиерата на американския компютърно—анимационен филм Мадагаскар 3 и на научнофантастичен филм Прометей.
- 15 юни – Състои се премиерата на американския филм Рок завинаги.
- 17 юни – Парламентарни избори в Гърция.
- 22 юни
  - Състои се премиерата на американския компютърно—анимационен филм Храбро сърце.
  - Учредена е Асоциацията на ветеринарните хирурзи в България.
- 24 юни – Създадено е Гражданското Движение „Модерна България“.
- 29 юни – Състои се премиерата на американския филм Приятелю, Тед.
- 30 юни – Проведоха се президентски избори в Египет.

### Юли
- 1 юли – Кипър пое председателството на ЕС.
- 2 юли – Президентски избори в Мексико.
- 3 юли – Състои се премиерата на американския филм Невероятният Спайдър—Мен.
- 7 юли – Пускане на първото кръстовище на две нива в кв. Младост, София.
- 13 юли – Състои се премиерата на американския филм Ледена епоха 4: Континентален дрейф.
- 18 юли – Атентат на летище Сарафово в Бургас.
- 20 юли – Масово убийство в Аурора на премиерата на филма „Черният рицар: Възраждане“
- 22 юли – Проведе се 99-а колоездачна обиколка на Франция.
- 27 юли – 12 август – XXX летни олимпийски игри в Лондон.

### Август
- 2 август – Състои се премиерата на американския научнофантастичен екшън филм Зов за завръщане.
- 11 август – Мостът над залива Златен рог във Владивосток, Русия.
- 26 август – Откриване на Лот 4 Ямбол—Карнобат (Първи подучастък) на Автомагистрала Тракия.
- 29 август – 9 септември – XIV Летни параолимпийски игри в Лондон.
- 31 август – Откриване на Втори метродиаметър на Софийското метро.

### Септември
- 6 септември – Провежда се церемонията по връчване на „Наградите за музикален клип на Ем Ти Ви за 2012 г.“ в Лос Анджелос, САЩ.
- 21 септември – Състои се премиерата на американския компютърно анимиран филм Хотел Трансилвания.

### Октомври
- 7 октомври – Президентски избори във Венецуела.
- 12 октомври – Състои се премиерата на американския политически трилър Арго.

### Ноември
- 2 ноември – Състои се премиерата на американски компютърно—анимационен филм Разбивачът Ралф.
- 6 ноември – Избори за президент на САЩ. Избран е за втори мандат кандидата на демократическата партия Барак Обама.
- 14 ноември – На територията на Австралия и Океания ще се наблюдава пълно слънчево затъмнение.
- 21 ноември – Състои се премиерата на американски компютърно—анимационен филм Чудната петорка.

### Декември
- 1 декември – Официално е открит България Мол.
- 16 декември – 17-и награди Сателит.
- 21 декември
  - Свършва настоящият голям цикъл според календара на Маите. Според различните теории тази дата, както и цялата 2012 година ще е свързана с множество катаклизми.[4][5]
  - Сотир Цацаров става Главен прокурор на България.
- 25 декември – Състои се премиерата на драматичния мюзикъл Клетниците.

## Починали
- Мира Лехчанска, български художник (* 1929 г.)

### Януари
- 1 януари
  - Киро Глигоров, първи президент на Република Македония (* 1917 г.)
  - Робърт Андерсън, британски актьор и фехтовчик (* 1922 г.)
- 3 януари
  - Михаил Ромадин, руски художник (* 1940 г.)
  - Атанас Тошкин, историк, краевед, автор на „Трето българско царство“, „Енциклопедия на Пазарджик“ и др., автор на дисертации и научни трудове (* 1933 г.)
- 8 януари – Алексис Вайсенберг, български пианист (* 1929 г.)
- 11 януари
  - Стефан Вълков, български дисидент и политик (* 1925 г.)
  - Сава Хашъмов, български актьор (* 1940 г.)
- 13 януари – Рауф Денкташ, кипърски политик (* 1924 г.)
- 16 януари – Густав Леонхард, нидерландски музикант (* 1928 г.)
- 19 януари – Георги Анастасов, български художник (* 1930 г.)
- 20 януари – Ета Джеймс, американска певица (* 1938 г.)
- 21 януари – Ирена Яроцка, полска певица (* 1946 г.)
- 24 януари – Курт Адолф, германски автомобилен състезател (* 1921 г.)
- 25 януари – Коста Цонев, български актьор (* 1929 г.)
- 29 януари
  - Франсоа Миго, френски пилот от Формула 1 (* 1944 г.)
  - Оскар Луиджи Скалфаро, италиански политик, девети президент на Италия (* 1918 г.)

### Февруари
- 1 февруари – Вислава Шимборска, полска поетеса, есеистка и преводачка, носителка на Нобелова награда (* 1923 г.)
- 6 февруари – Ангел Георгиев, български актьор (* 1944 г.)
- 11 февруари – Уитни Хюстън, американска певица (* 1963 г.)
- 14 февруари – Александър Авджиев, български журналист (* 1958 г.)
- 19 февруари
  - Георги Черкелов, български актьор (* 1930 г.)
  - Ренато Дулбеко, американки вирусолог, носител на Нобелова награда (* 1914 г.)
- 25 февруари – Ерланд Юсефсон, шведски актьор (* 1923 г.)
- 28 февруари – Дим Дуков, български телевизионен водещ (* 1964 г.)

### Март
- 1 март – Лучио Дала, италиански поппевец, музикант и композитор (* 1943 г.)
- 10 март
  - Жан Жиро, френски художник (* 1938 г.)
  - Франк Шъруд Роуланд, американски химик, носител на Нобелова награда (* 1927 г.)
- 11 март – Госта Шварк, датски композитор (* 1915 г.)
- 13 март – Ласи Нуми, финландски поет (* 1928 г.)
- 18 март – Джордж Тупоу V, крал на Тонга (* 1948 г.)
- 23 март – Абдула Юсуф Ахмед, сомалийски политик (* 1934 г.)
- 25 март – Антонио Табуки, италиански писател (* 1943 г.)

### Април
- 5 април – Александър Вълчев, български инженер (* 1941 г.)
- 11 април – Ахмед Бен Бела, алжирски политик (* 1916 г.)
- 17 април – Димитрис Митропанос, гръцки певец (* 1948 г.)
- 18 април – Наум Шопов, български актьор (* 1930 г.)
- 19 април – Минакши Тхапар, индийска актриса (* 1984 г.)
- 23 април – Хачо Бояджиев, български режисьор (* 1932 г.)
- 28 април – Матилде Камю, испанска поетеса. (* 1919 г.)

### Май
- 4 май – Богдан Томалевски, български архитект (* 1924 г.)
- 8 май – Морис Сендак, американски писател и илюстратор (* 1928 г.)
- 10 май – Петко Йовчев, български архитект (* 1955 г.)
- 13 май – Катя Филипова, българска естрадна певица (* 1949 г.)
- 15 май – Карлос Фуентес, мексикански писател, редактор, литературен критик, драматург, журналист и дипломат (* 1928 г.)
- 17 май – Дона Съмър, американска певица (* 1948 г.)
- 21 май – Робин Гиб, британски певец и композитор на легендарната група Bee Gees (* 1949 г.)
- 23 май – Валентин Церовски, български политик (* 1956 г.)
- 30 май – Андрю Хъксли, английски физиолог и биофизик, носител на Нобелова награда (* 1917 г.)

### Юни
- 3 юни
  - Анди Хамилтън, британски музикант (* 1918 г.)
  - Рой Салвадори, бивш пилот от Формула 1 (* 1922 г.)
- 5 юни – Рей Бредбъри, американски писател (* 1920 г.)
- 11 юни
  - Ан Ръдърфорд, канадско-американска актриса (* 1917 г.)
  - Теофило Стивенсон, кубински боксьор (* 1952 г.)
- 12 юни
  - Елинор Остром, американски политолог (* 1933 г.)
  - Маргарете Мичерлих, немско-датски психоаналитик (* 1917 г.)
- 13 юни – Уилям Ноулс, американски химик, носител на Нобелова награда (* 1917 г.)
- 21 юни – Ана Шварц, американски икономист (* 1915 г.)
- 22 юни – Георги Бакалов, български историк (* 1943 г.)
- 24 юни – Рихард Андерс, немски писател (* 1928 г.)
- 26 юни – Нора Ефрон, американска писателка, сценарист и режисьор (* 1941 г.)
- 27 юни – Свобода Бъчварова, българска писателка (* 1925 г.)
- 30 юни – Ицхак Шамир, израелски политик, седми министър-председател на Израел (* 1915 г.)

### Юли
- 1 юли – Алън Пойндекстър, американски астронавт (* 1961 г.)
- 3 юли – Анди Грифит, американски актьор (* 1926 г.)
- 8 юли – Ърнест Боргнайн, американски актьор (* 1917 г.)
- 9 юли – Боян Иванов, български естраден певец (* 1943 г.)
- 15 юли
  - Селест Холм, американска актриса (* 1917 г.)
  - Гюнтер Доменик, австрийски архитект (* 1934 г.)
- 16 юли
  - Джон Лорд, английски композитор (* 1941 г.)
  - Кити Уелс, американска кънтри певица (* 1919 г.)
- 18 юли – Сашо Касиянов, български музикант, композитор, педагог, радиоводещ и шоумен (* 1951 г.)
- 19 юли
  - Омар Сулейман, египетски политик (* 1936 г.)
  - Сали Райд, американска астронавтка (* 1951 г.)
- 24 юли – Джон Атта Милс, ганайски политик, трети президент на Гана (* 1944 г.)
- 31 юли – Гор Видал, американски писател (* 1925 г.)

### Август
- 6 август – Руджеро Ричи, американски цигулар (* 1918 г.)
- 13 август – Петър Петров, български актьор (* 1939 г.)
- 15 август – Хари Харисън, американски писател (* 1925 г.)
- 18 август – Скот Маккензи, американски певец (* 1939 г.)
- 19 август – Тони Скот, британски режисьор (* 1944 г.)
- 20 август
  - Мелес Зенави, етиопски политик, трети президент и десети министър-председател на Етиопия (* 1955 г.)
  - Георги Ковачев-Гришата, български художник (* 1920 г.)
- 22 август – Стоян Коцев, български футболист и треньор (* 1945 г.)
- 25 август – Нийл Армстронг, американски астронавт, първият човек стъпил на Луната (* 1930 г.)
- 31 август – Сергей Соколов, съветски военачалник, маршал на Съветския съюз (* 1911 г.)

### Септември
- 3 септември
  - Майкъл Кларк Дънкан, американски актьор (* 1957 г.)
  - Сан Мьон Муун, корейски религиозен лидер и бизнесмен (* 1920 г.)
- 5 септември – Джо Саут, американски певец (* 1940 г.)
- 8 септември – Томас Сас, унгарски психиатър (* 1920 г.)
- 12 септември – Сид Уоткинс, английски неврохирург (* 1928 г.)
- 18 септември – Сантяго Карильо, испански политик (* 1915 г.)
- 23 септември – Павел Грачев, руски военен, министър на отбраната на Русия от 1992 до 1996 г. (* 1948 г.)
- 25 септември – Анди Уилямс, американски певец (* 1927 г.)
- 28 септември – Майкъл О'Хеър, американски актьор (* 1952 г.)
- 29 септември
  - Ебе Камарго, бразилска телевизионна водеща (* 1929 г.)
  - Серги Йоцов, български футболист и треньор (* 1926 г.)

### Октомври
- 1 октомври – Ерик Хобсбом, британски марксистки историк (* 1917 г.)
- 8 октомври – Едуард Володарски, руски писател (* 1941 г.)
- 9 октомври – Червенко Крумов, български поет (* 1955 г.)
- 13 октомври – Румен Балабанов, български писател, журналист и издател (* 1950 г.)
- 15 октомври – Нородом Сианук, крал на Камбоджа (* 1922 г.)
- 17 октомври – Силвия Кристел, нидерландска актриса (* 1952 г.)
- 19 октомври – Уисам ал-Хасан, ливански генерал (* 1965 г.)
- 27 октомври – Ханс Вернер Хенце, германски композитор (* 1926 г.)
- 29 октомври – Младен Киселов, български театрален режисьор (* 1943 г.)

### Ноември
- 5 ноември – Елиът Картър, американски композитор (* 1908 г.)
- 6 ноември
  - Максим Български, висш български православен духовник, глава на Българската православна църква (* 1914 г.)
  - Станко Киров, български хирург (* 1920 г.)
- 12 ноември – Даниел Стърн, американски психоаналитик (* 1934 г.)
- 17 ноември
  - Илия Аргиров, български народен певец (* 1932 г.)
  - Иван Бенчев, български изкуствовед (* 1944 г.)
- 19 ноември – Борис Стругацки, руски писател (* 1933 г.)
- 23 ноември – Лари Хагман, американски актьор (* 1931 г.)
- 25 ноември – Ларс Хьормандер, шведски математик (* 1931 г.)
- 26 ноември – Джоузеф Мъри, американски пластичен хирург, нобелов лауреат (* 1919 г.)

### Декември
- 5 декември
  - Дейв Брубек, американски джаз пианист и композитор (* 1920 г.)
  - Оскар Нимайер, бразилски архитект (* 1907 г.)
- 11 декември – Галина Вишневская, руска оперна певица (* 1926 г.)
- 18 декември – Георги Калоянчев, български актьор (* 1925)
- 26 декември – Камелия Бончева, съпруга на бившия президент на футболния клуб „Литекс“ Ангел Бончев (* 1960 г.)
- 27 декември – Фонтела Бас, американска соул певица (* 1940 г.)
- 28 декември – Норман Шварцкопф, американски военен генерал, командвал операция „Пустинна буря“ (* 1934 г.)
- 28 декември – Любомир Йорданов, български художник (* 1934 г.)
- 31 декември – Роза Димова, българска състезателка по ски бягане
  - Домна Ганева, българска актриса (* 1935 г.)
  - Рита Леви-Монталчини, италианска невроложка, носителка на Нобелова награда (* 1909 г.)